# Mýrdalsjökull
Mýrdalsjökull ( PRONÚNCIA; LITERALMENTE "calota de gelo no vale do pântano") é um glaciar (br: geleira) no sul da Islândia. Está situada ao norte da pequena localidade de Vík í Mýrdal e a leste de uma geleira menor, Eyjafjallajökull. Seu pico atinge 1.493 m de altura. Em 1980, a geleira cobria uma área de 595 km². 
A calota glacial da geleira cobre um vulcão ativo chamado Katla. A cratera do vulcão tem um diâmetro de 10 km e ele entra em erupção a cada 40-80 anos. Como a última  ocorreu em 1918, os cientistas estão monitorando o vulcão cuidadosamente. Desde 930, 16 erupções foram documentadas. As crateras de Laki e de Eldgjá são parte do mesmo sistema vulcânico e, por isso, ele pode ser considerado como um dos mais poderosos do mundo.
Antes de que a Hringvegur (principal rodovia da Islândia) fosse construída, os islandeses temiam atravessar as planícies em frente ao vulcão por causa dos frequentes derramamentos de lava sob o gelo (em islândes, "jökulhlaupe") e dos rios profundos no meio do caminho. Especialmento perigoso foi o derramamento decorrente da erupção de 1918, quando a área litorânea estendeu-se em mais 5 km por causa dos depósitos de lava.

## Ver também

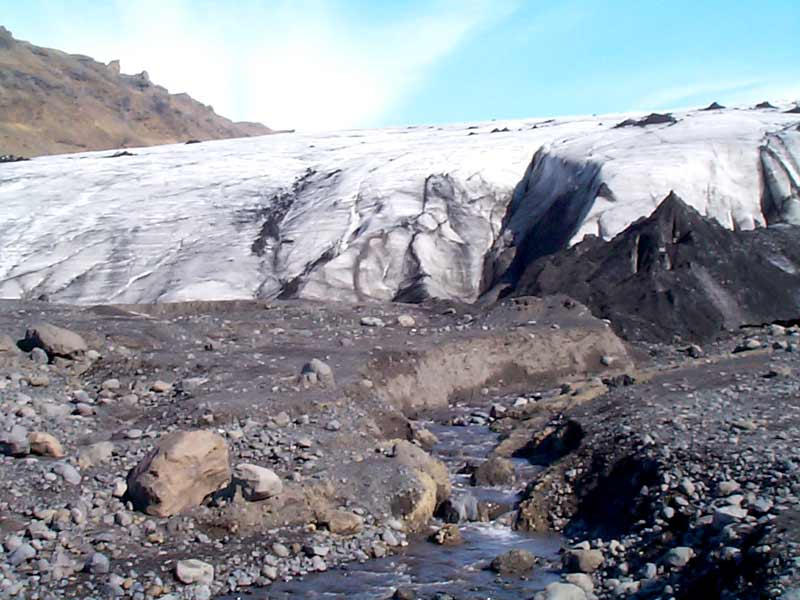
Mýrdalsjökull